# Max Marie
Max Marie (* 2. Oktober 2004 in Hamburg) ist ein deutscher Fußballspieler, der als offensives Mittelfeld eingesetzt wird. Er steht bei Eintracht Braunschweig unter Vertrag.

## Karriere
Im Sommer 2024 wechselt Marie von der zweiten Mannschaft des FC St. Pauli zu Eintracht Braunschweig.